# Моура, Вагнер
Ва́гнер Манисо́ба ди Мо́ура (порт. Wagner Maniçoba de Moura; род. 27 июня 1976, Салвадор) — бразильский актёр театра и кино, режиссёр и журналист. Получил широкую известность за роль капитана (позже полковника) Роберту Насименту, протагониста высокоуспешного фильма 2007 года «Элитный отряд» и его продолжения, «Элитный отряд 2». Заработал ещё большую популярность, сыграв роль «Паука» в научно-фантастическом фильме 2013 года «Элизиум — рай не на Земле» и Пабло Эскобара в сериале «Нарко».

## Биография
Вагнер Моура родился в Роделасе, штате Баия, в северо-восточном регионе Бразилии. Его мать, Алдерива Моура, домохозяйка, а его отец, Жозе Моура, сержант бразильских военно-воздушных сил. В возрасте 13 лет он и его семья переехала в Салвадор, Баия. Он окончил факультет журналистики в Федеральном университете Баии, но решил стать актёром. Кроме его актёрской карьеры Вагнер Моура также поэт-песенник и вокалист группы «Sua Mãe» («Твою мать»).
В 1996 году он участвовал в своей первой пьесе, названной «Cuida bem de mim». После этого он ещё сыграл в других пьесах. Позже он начал работать в кино, начиная с короткометражки "Pop Killer"и фильма «Rádio Gogó». В следующем году он принял участие в фильме «Женщина сверху» с Пенелопой Крус в главной роли.
Позже он переехал в Рио-де-Жанейро, уже женившись на фотографе Сандре Дельгадо. Пройдя прослушивание на бразильском телевидении, успешно дебютировал в телесериалах «Carga Pesada» и «Sexo Frágil». Он стал очень знаменитым актёром кино и телевидения в Бразилии, но в 2007 году его самой шумно-приветствуемой работой в кино была роль капитана Насименту, протагониста обладателя премии «Золотой медведь» на Берлинском кинофестивале в 2008 году, «Элитного отряда».
В 2010 году он снялся в сиквеле «Элитного отряда», «Элитном отряде 2», закрепив статус одного из самых талантливых бразильских актёров. В 2013 году он сыграл «Паука» в научно-фантастическом фильме «Элизиум — рай не на Земле».
В 2017 году дебютировал как режиссёр, сняв биографический фильм о левом городском партизане Карлусе Маригелле, убитом агентами военной диктатуры в 1969 году. На выборах 2018 года поддерживал Партию социализма и свободы.
Обладает пурпурным поясом по бразильскому джиу-джитсу и занимается тайским боксом.

## Фильмография
| Год       | Название                         | Оригинальное название                     | Роль                                         | Примечания |
| 2025      | Секретный агент                  | The Secret Agent                          | Марсело                                      |            |
| 2025      | Нарковоры                        | Dope Thief                                | Мэнни                                        | ТВ         |
| 2024      | Мистер и миссис Смит             | Mr. & Mrs. Smith                          | второй Джон                                  | ТВ         |
| 2024      | Падение империи                  | Civil War                                 | Джоэл, журналист из Флориды, коллега Ли Смит |            |
| 2022      | Кот в сапогах: Последнее желание | Puss in Boots: The Last Wish              | Смерть                                       | озвучка    |
| 2022      | Серый человек                    | The Gray Man                              | Ласло Соса                                   |            |
| 2022      | Сияющие                          | Shining Girls                             | Дэн Веласкес                                 | ТВ         |
| 2020      | Сержиу                           | Sergio                                    | Сержиу ди Меллу                              |            |
| 2019      | Афера в Майами                   | Wasp Network                              | Хуан Пабло Роке                              |            |
| 2018      | Нарко: Мексика                   | Narcos: Mexico                            | Пабло Эскобар                                | ТВ         |
| 2015—2016 | Нарко                            | Narcos                                    | Пабло Эскобар                                | ТВ         |
| 2014      | Свалка                           | Trash                                     | Жозе Анжелу                                  |            |
| 2013      | Элизиум — рай не на Земле        | Elysium                                   | Паук                                         |            |
| 2011      | Человек будущего                 | O Homem do Futuro                         | Жуан                                         |            |
| 2010      | Элитный отряд 2                  | Tropa de Elite 2: o Inimigo agora É Outro | лейтенант-полковник Роберту Насименту        |            |
| 2007      | Элитный отряд                    | Tropa de Elite                            | капитан Роберту Насименту                    |            |
| 2005      | Нижний город                     | Cidade Baixa                              | Налдинью                                     |            |
| 2004      | Нина                             | Nina                                      | слепой                                       |            |
| 2003      | Бог — бразилец                   | Deus é Brasileiro                         | Таока                                        |            |
| 2003      | Карандиру                        | Carandiru                                 | Зику                                         |            |
| 2000      | Женщина сверху                   | Woman On Top                              | Рафи                                         |            |

## Театр
| Год  | Название                  | Роль    | Примечания |
| ---- | ------------------------- | ------- | ---------- |
| 2008 | Hamlet                    | Гамлет  |            |
| 2005 | O que diz Molero?         |         |            |
| 2005 | Dilúvio em Tempos de Seca |         |            |
| 2002 | Os solitários             |         |            |
| 2000 | A Máquina                 | Antônio |            |
| 1999 | Abismo de Rosas           |         |            |
| 1996 | A casa de Eros            |         |            |
| 1996 | Cuida bem de mim          |         |            |